# Vinho verde
Vinho verde (dosłownie z port. „zielone wino”) – portugalskie wino z
regionu Minho na północnym zachodzie kraju oraz region winiarski, w którym jest produkowane. Nazwa odnosi się do młodości i świeżości wina, a nie do koloru, bowiem w ramach apelacji produkuje się wina czerwone, białe i na niewielką skalę różowe. Większość z tych win należy pić, póki są świeże (9–18 miesięcy). Obszar produkcji rozpościera się na wydłużonym południkowo obszarze 21 000 ha i stanowi 15% powierzchni winnic portugalskich. Winnice są wyjątkowo rozdrobnione: znakomita większość winogrodników poświęca na krzewy winne mniej niż jeden hektar. Przez długi okres winorośl była uprawiana w formie pnącej.

## Historia

### Starożytność
Liczni badacze próbują wyjaśnić początki uprawy winorośli w Portugalii i tłumaczą ją jedną z trzech hipotez:
- niektórzy uważają, że wino wytwarzano jeszcze przed wkroczeniem Rzymian, a przodowała w tym północ kraju[8],
- grupa Minhotos, miejscowych winiarzy wywodzi swój początek od starożytnych Greków[9],
- trzecia grupa zauważa wykorzystanie drzew jako podpór winorośli i wiąże takie praktyki ze stwierdzeniem Wergiliusza (Ulmisque adjungere vitis), co ma świadczyć o przyjęciu przez lokalnych mieszkańców rzymskich sposobów uprawy winorośli[10].

### Średniowiecze
W 870 roku, jeszcze przed ogłoszeniem suwerenności przez Portugalię, klasztor Alpendurada w Marco de Canaveses otrzymał krzewy winorośli. Właśnie w Minho, kolebce Portugalii i dawnego Hrabstwa Portugalii, Alfons I Zdobywca ogłosił niepodległość narodu portugalskiego. Winorośl prowadzona wzwyż była także wzmiankowana w dokumentach z 1220 i 1228, które świadczą m.in. o rozszerzeniu obszaru jej uprawy na teren północno-zachodniej Portugalii. W archiwach parafii Areias (Santo Tirso) z XIII wieku znajdują się wzmianki o „pnącej winorośli na palikach” i latadas, przodkach współczesnych trejaży.
W połowie XIV wieku produkcja była na tyle dobrze zorganizowana, że angielski król Edward III podpisał umowę handlową z Portugalią na dostawy wełny w zamian za wino z regionu Minho.

### Renesans
Określenie vinho verde pojawiło się po raz pierwszy w epoce renesansu, w dokumencie napisanym w 1549 przez doktora João das Regrasa. W tym czasie marynarka portugalska panowała na morzach i zakładała kolonie na całym świecie.

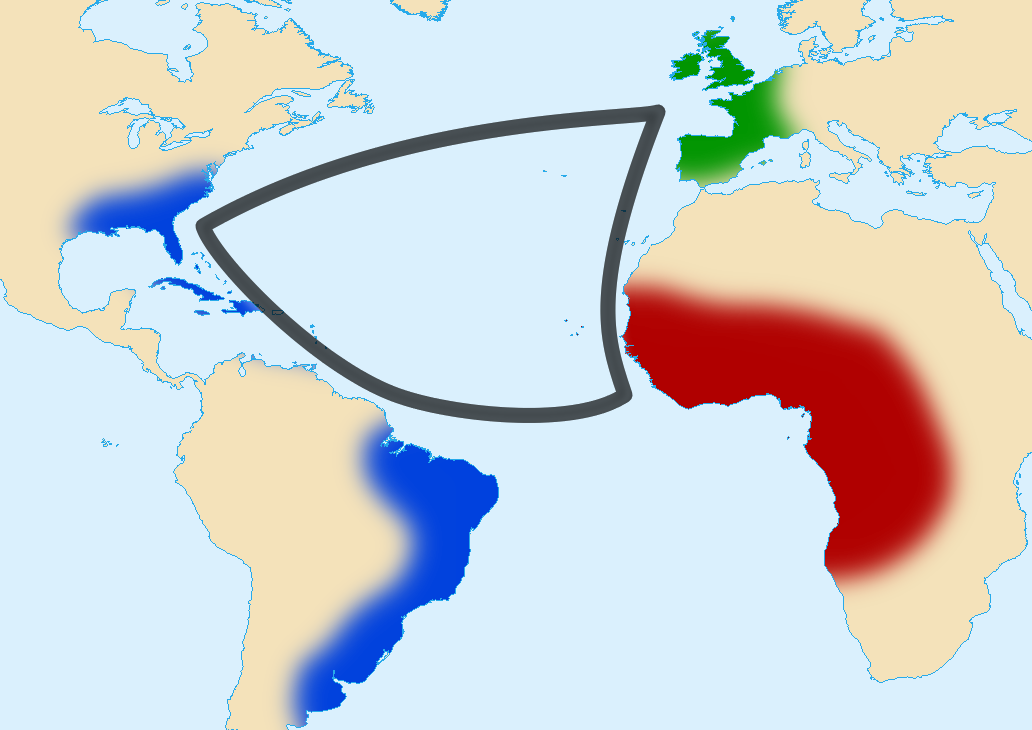
Handel między Europą i Amerykami: niewolnicy, wino, dorsz i tekstylia

Kilka lat później, w 1580, po śmierci króla Sebastiana I podczas krucjaty przeciw Maurom, ziemie portugalskie zostały zaanektowane przez Filipa II, króla hiszpańskiego. Pozycja Anglii w handlu morskim i w portach po odzyskaniu przez Portugalię niepodległości w 1644 stała się na tyle silna, że Portugalia stała się niemal jej kolonią.
Od około 1660 angielscy kupcy stali się głównymi graczami w Lizbonie, Porto i Viana do Castelo. Ich statki handlowe podjęły regularny handel, zw. trójkątnym pomiędzy regionem Entre-Douro-e-Minho (gdzie ładowano wina), Nową Anglią (dorsz) i Anglią (producentem tekstyliów). Właściciele winnic w okolicy Viana do Castelo wymieniali swoje wyroby na czarnych niewolników.
Trwało to tylko przez pewien czas, na co złożyły się dwa czynniki. Najbardziej poszukiwane stały się wina z winnic Monção, na skraju regionu. Księgi handlowe świadczą, że były to wina białe, produkowane ze szczepu alvarinho i uprawiane bez podpórek. Drugim czynnikiem, który okazał się kluczowy, było zapiaszczenie, a więc spłycenie portu w Viana. Odtąd angielscy handlarze winem zaczęli korzystać z portu w Porto.

### Czasy nowożytne

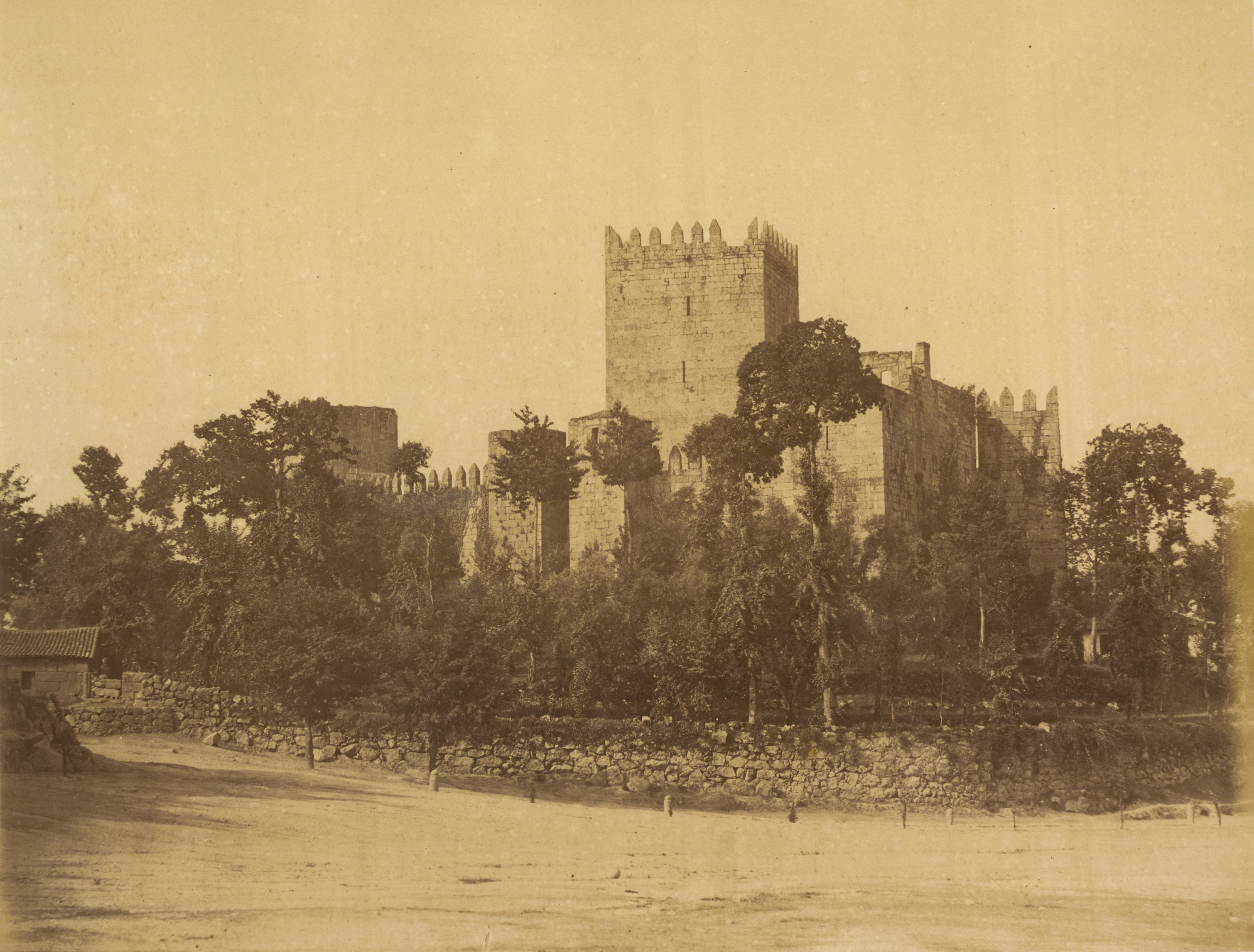
Zamek w Guimarães z widoczną winoroślą opinającą drzewa (poł. XIX wieku)

Region produkcji vinho verde, na północnym zachodzie kraju

Wielu mieszkańców przeludnionej prowincji Entre-Douro-e-Minho decydowało się na emigrację, przede wszystkim do Brazylii. Po wzbogaceniu się część z nich powracała do Portugalii, gdzie budowali okazałe budynki oraz kupowali ziemię i winnice, które dzierżawili chłopom w zamian za udział w zbiorach. W tym samym okresie również arystokracja parcelowała swoje majątki w zamian za czynsz, co bardzo rozdrobniło produkcję.
Taka sytuacja utrzymywała się w XVII i XVIII wieku. Także ziemiaństwo zdecydowało się na parcelację winnic. Okazało się, że przez rozdrobnienie producentów ucierpiała jakość winogron z uznanych posiadłości, dlatego też niektórzy zdecydowali się na ponowne obsadzenie winoroślą wolnych terenów
W 1876 António Augusto de Aguiar, sławny profesor chemii i znawca win tak opisał vinho verde:

Vinho verde to jedno z najbardziej niezwykłych win. Jest oryginalne, młode, odświeżające, dietetyczne. Nie upaja. Właśnie dlatego je kocham: wie, jak szanować inteligencję.

### Współczesność
Vinho verde było traktowane jako wyrób na własne potrzeby aż do początku XX wieku. 18 września 1908 prawnie uregulowano region produkcji vinho verde, a rozporządzenie weszło w życie 1 października. 22 marca 1929 ustanowiono reguły produkcji obowiązujące w regionie i określono jego granice w niezmienionym odtąd kształcie. W celu egzekwowania zasad została powołana regionalna komisja winiarska. Barierą dla rozwoju upraw na większą skalę stały się przepisy wprowadzone przez António Salazara w 1930, które zabroniły tworzenia winnic, a winorośl dopuszczały jedynie w charakterze żywopłotów. Szczególnie dotknęło to region Monção, bardziej gospodarczo nastawiony do winnic.
Mimo niecodziennego charakteru upraw w regionie vinho verde w 1949 OIV (ang. International Organisation of Vine and Wine) przyjął aplikację regionu i zarejestrował go jako apelację. W 1992 Unia Europejska włączyła vinho verde do swojej kategorii VQPRD (wina jakościowe produkowane w oznaczonych regionach).

## Pochodzenie nazwy
Określenie vinhos verdes – zielone wina nie dotyczy koloru, ale świeżości win produkowanych z gron zbieranych przed
osiągnięciem pełnej dojrzałości, by uniknąć kaprysów pogody. Taką genezę określenia zauważali już podróżnicy na początku
XIX wieku, którzy przeciwstawiali vinho verde winu dojrzałemu (vinho maduro), przy czym niedojrzałość winogron tłumaczyli sposobem prowadzenia krzewów i cieniem rzucanym przez drzewa.

## Geografia
Granicami regionu produkcji vinho verde, obejmującego trzy dystrykty, są od północy i południa rzeki Minho oraz Lima, na wschodzie góry wznoszące się na ponad 1000 m n.p.m., a od zachodu Ocean Atlantycki.

Dystrykt Viana do Castelo
Dystrykt Braga
Dystrykt Porto

### Orografia
Region cechuje się urozmaiconą rzeźbą terenu i został opisany przez Amorina Girão jako „amfiteatr otwarty ku morzu i wznoszący się w głąb lądu”. Doliny największych rzek, płynących ze wschodu na zachód Minho, Lima, Cávado, Ave i Douro ułatwiają napływ wiatrów oceanicznych w głąb lądu. Teren regionu jest ograniczony pasmami gór Penada, Gerez, Cabreira, Alvão, Marão, Montemuro, Freita i Arada. Rzeźbę urozmaicają dodatkowo wąskie dolinki i niewysokie wzgórza (Arga, Amarela i Citãnas), co w rezultacie daje pofałdowany
krajobraz bez większych równin ani wysokich gór.

### Klimat
Klimat regionu Vinho Verde DOC jest klimatem morskim, o niewielkich amplitudach temperatury, dość dużej sumie opadów i letnim okresie suszy. Rzeźba terenu na wschód od wybrzeża ogranicza wpływ
oceanu i odpowiada za istnienie licznych stref mikroklimatycznych.
| Miesiąc                            | Sty   | Lut   | Mar   | Kwi   | Maj   | Cze   | Lip   | Sie   | Wrz   | Paź   | Lis   | Gru   | Roczna |
| ---------------------------------- | ----- | ----- | ----- | ----- | ----- | ----- | ----- | ----- | ----- | ----- | ----- | ----- | ------ |
| Średnie temperatury w dzień [°C]   | +12.8 | +13.5 | +15.6 | +17.8 | +20.7 | +24.4 | +27.2 | +27.0 | +24.9 | +21.0 | +16.0 | +13.3 | +19,5  |
| Średnie dobowe temperatury [°C]    | +8.7  | +9.1  | +10.9 | +12.4 | +15.2 | +18.2 | +20.2 | +19.8 | +18.4 | +15.3 | +11.2 | +8.9  | +14,0  |
| Średnie temperatury w nocy [°C]    | +4.5  | +4.8  | +6.2  | +7.0  | +9.6  | +12.0 | +12.6 | +13.2 | +11.8 | +9.6  | +6.3  | +4.6  | +8,5   |
| Opady [mm]                         | 217.1 | 208.9 | 180.3 | 104.2 | 110.0 | 64.5  | 20.9  | 30.6  | 77.7  | 132.4 | 174.0 | 193.3 | 1514,9 |
| Źródło: lotnisko Braga (1951–1980) |       |       |       |       |       |       |       |       |       |       |       |       |        |

Morskie sąsiedztwo zapewnia wysoką wilgotność i naraża region na obfite, nierównomiernie rozłożone opady, których roczna suma zawiera się pomiędzy 1500 i 2000 mm rocznie.
W typowym scenariuszu zima i wiosna są wilgotne, lato jest suche, a jesień, czas zbiorów – deszczowa. Temperatury są mało zróżnicowane, zima łagodna, ale istnieje ryzyko wiosennych przymrozków, niebezpiecznych dla winorośli. Długi suchy okres latem, nawet gdy temperatury są umiarkowane decyduje o stopniu dojrzałości winogron.
Według klasyfikacji Thornwaite’a region Vinho Verde cechuje się

klimatem wilgotnym lub wybitnie wilgotnym z przewagą wpływów morskich, o umiarkowanych temperaturach, z lekkim bądź znacznym niedoborem wody latem

.

## Winiarstwo
Winnice w gminach Caminha, Gondomar, Lousada, Maia, Matosinhos,
Paredes de Coura, Porto, Valença, Valongo i Vila Nova de Cerveira mają
prawo do korzystania jedynie z oznaczenia Vinho verde DOC. Pozostały obszar apelacji może na etykiecie wskazywać podregion, z którego pochodzi wino.
| Podapelacje regionalne | Gminy                                                                        |
| ---------------------- | ---------------------------------------------------------------------------- |
| Amarante               | Amarante, Marco de Canaveses                                                 |
| Ave                    | Fafe, Santo Tirso, Vila Nova de Famalicão, Vieira do Minho, Póvoa de Lanhoso |
| Basto                  | Celorico de Basto, Cabeceiras de Basto, Mondim de Basto, Ribeira de Pena     |
| Baião                  | Baião, Paredes                                                               |
| Cávado                 | Esposende, Braga, Barcelos, Vila Verde, Amares, Guimarães                    |
| Lima                   | Viana do Castelo, Ponte de Lima, Ponte da Barca, Arcos de Valdevez           |
| Monção                 | Monção, Melgaço                                                              |
| Paiva                  | Castelo de Paiva                                                             |
| Sousa                  | Penafiel, Lousada, Felgueiras, Paços de Ferreira                             |

### Szczepy winorośli

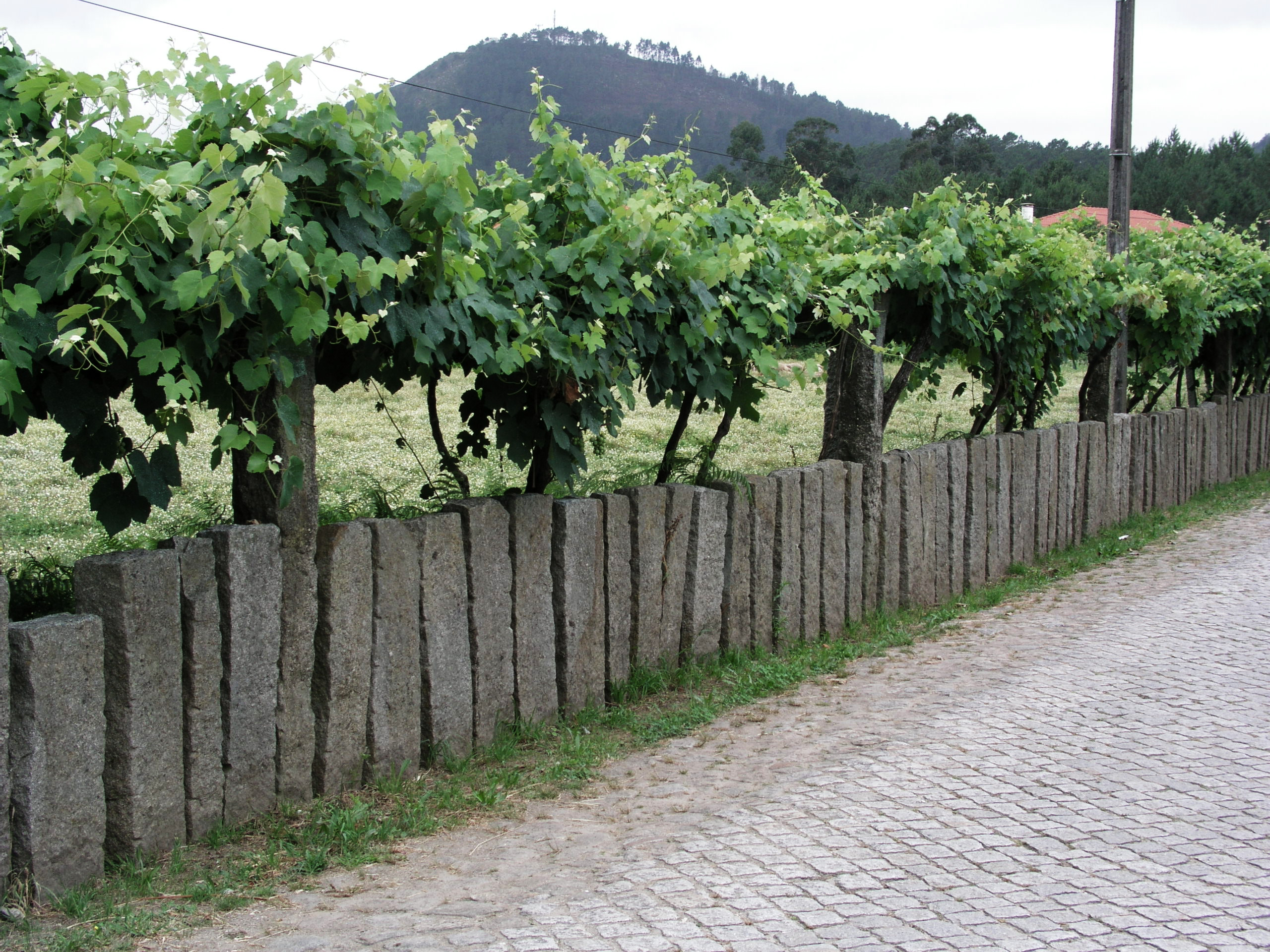
Winorośl prowadzona wzdłuż szpaleru skrzyżowanych tyczek (cruzeta) w Arcozelo pod Ponte de Lima

W większości winnic winorośl podlegała przez lata selekcji naturalnej. Przetrwały te szczepy, które dobrze radziły sobie prowadzone jako pnącza. Okazało się, że przystosowanie jest na tyle silne, że próby przycinania i prowadzenia tych odmian w formie niskiej znacząco obniżały zbiory i czyniły ich uprawę nieopłacalną. Winiarnie dostarczają tradycyjnych w tym regionie win czerwonych, cenionych, lecz o krótszej tradycji win białych oraz śladowe ilości wina różowego. Wachlarz odmian jest szeroki. Przepisy apelacji określają:
- zalecane białe szczepy winorośli: alvarinho, loureiro oraz arinto, avesso, azal blanc, batoca i trajadura
- dozwolone białe szczepy: branco-escola, cainho de moreira, cascal, douradinha, esganinho, esganoso de castelo de paiva, esganoso de lima, fernão pires, lameiro, rabigato, são mamede i semilão
- rekomendowane czerwone odmiany winorośli: vinhão, azal tinto, espadeiro oraz amaral, borraçal, brancelho, padeiro, pedral, rabo de ovelha
- dozwolone czerwone szczepy: doçal, doçal de refóios, espadeiro mole, labrusco, mourisco, pical pôlho, sousão i verdelho rouge

### Metody upraw

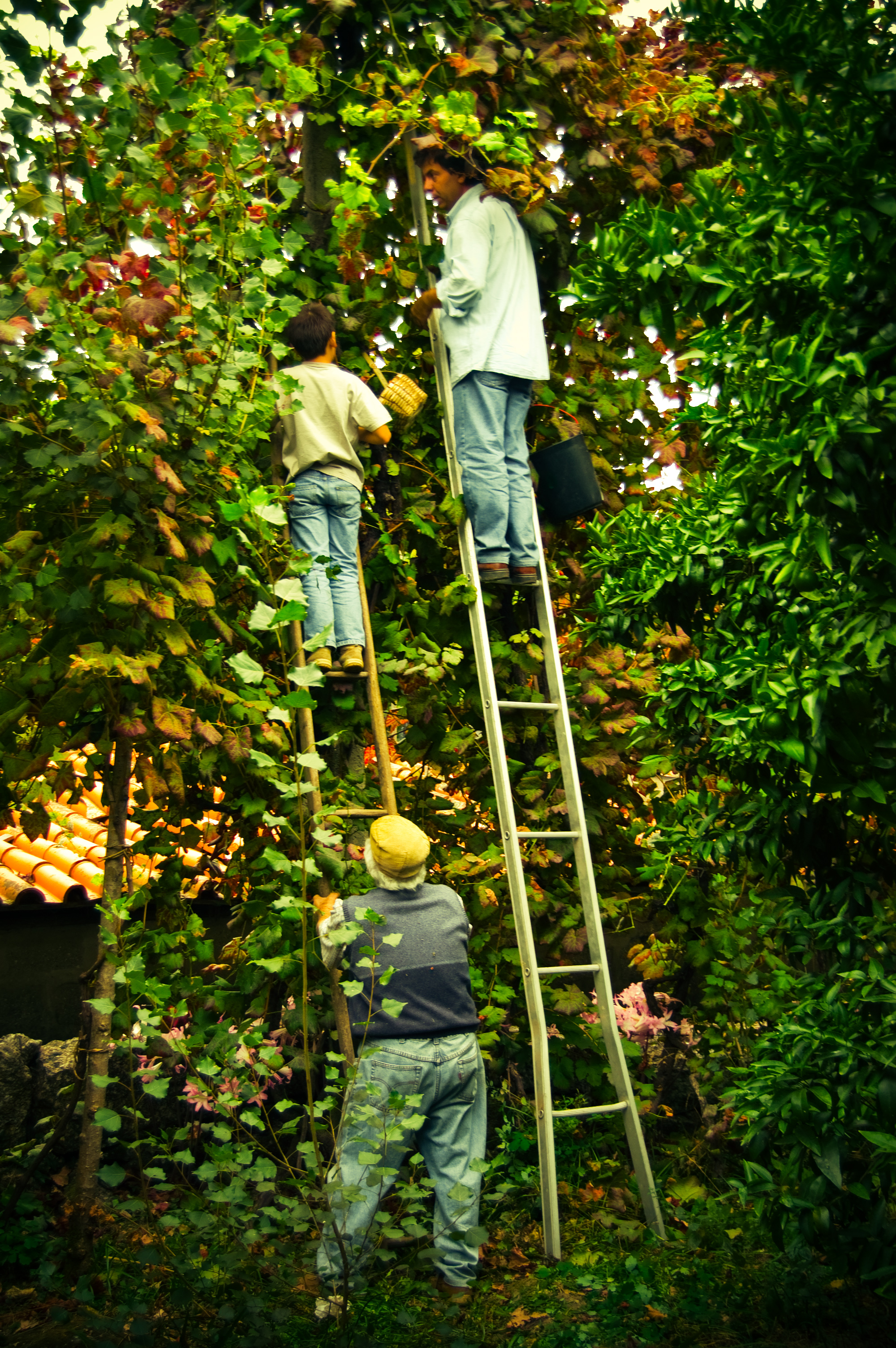
Winobranie z wysoko zawieszonych winorośli

Uprawa winorośli na północnym zachodzie Portugalii, w regionie vinhos verdes opierała się na winorośli pnącej albo podpieranej. Czynniki ekonomiczne i rolnicze w dawnej prowincji Entre-Douro-e-Minho wymuszały uprawę z wykorzystaniem podpór, płotów, drzew albo palików, na skraju pól, na słupach i w innych miejscach trudnych do uprawy w inny sposób (np. wzdłuż dróg). Marginalizacja uprawy winorośli była konsekwencją wyjątkowego rozdrobnienia gospodarstw, które powodowało, że liczył się każdy metr kwadratowy przeznaczony pod uprawę żywności: zboża, warzyw i jarzyn.
Uprawa winorośli na podporach pomiędzy innymi uprawami była znana już przynajmniej w XVI wieku.

### Poziom alkoholu
| DOC                    | czerwone | czerwone | białe | białe | różowe | różowe |
| Poziom alkoholu (obj.) | min.     | maks.    | min.  | maks. | min.   | maks.  |
| Vinho verde            | 9%,      | 14%      | 9%    | 14%   | 8,5%   | 14%    |

Prócz wymaganego poziomu alkoholu wino oznakowane apelacją Vinho Verde DOC musi wykazywać kwasowość przynajmniej 5,4 g/l, poza alvarinho i winami korzystającymi z prawa do oznaczenia podregionu, gdzie minimalny poziom wynosi 4,5 g/l kwasu winowego.

### Winifikacja
Fermentacja jest celowo wstrzymywana jeszcze przed konwersją cukru w alkohol.

### Winnice i winiarstwo
Roczna produkcja vinho verde.
Największe zbiory vinhos verdes miały miejsce w 1973, kiedy to osiągnęły rekordowy poziom 3 054 250
hektolitrów. Na drugim biegunie znajduje się winobranie w 1935, po którym wyprodukowano tylko 191 850 hektolitrów.

### Kontrola produkcji
Stowarzyszenie Comissão de Viticultura da Região dos Vinhos Verdes (CVRVV) uzyskało status instytucji użyteczności publicznej i odpowiada za certyfikację
vinho verde, kontrolę jakości oraz promocję wina. Wspiera również winiarzy i handlarzy winem.
Odgrywa ważną rolę w promocji turystycznej regionu i pomaga w rozwoju enoturystyki.

### Struktura upraw
Struktura upraw jest niezwykła jak na Europę Zachodnią. W regionie obejmującym jedynie 9,2% powierzchni Portugalii mieszka aż 20% jej ludności. W 2012 zarejestrowano 21 562 producentów uprawiających 34 000 ha, przy czym ich liczba ciągle się zmniejsza. Większość nadal produkuje wino samodzielnie mimo istnienia 21 spółdzielni winiarskich, z których siedem zrzeszyło się w związku Vercoope (Związek spółdzielni winiarskich regionu Vinho Verde).
Liczba producentów vinho verde
Rozdrobnienie własności i niewielkie obszary przeznaczone pod winorośl wzmacniają w statystyce pozycję drobnych producentów:
| Wolumen produkcji | 1 do 10 hl | od 10,01 do 25 hl | od 25,01 do 50 hl | od 50,01 do 100 hl | od 100,01 do > 500 hl |
| ----------------- | ---------- | ----------------- | ----------------- | ------------------ | --------------------- |
| % średnia         | 30         | 34                | 16                | 6                  | 14                    |

### Wina w kuchni
Określenie vinho verde przez długi czas miało pejoratywny wydźwięk. Od niedawna stało się
raczej oznaką szlachetności. Hugh Johnson w swojej książce Historia wina opisuje swoje wrażenia z pierwszych degustacji czerwonego vinho verde:

Jeszcze dwadzieścia lat temu w tutejszych winnicach wytwarzano
czerwone wino o wyraźnym kolorze, nieskomplikowane, przerażająco kwaśne, a jednocześnie cierpkie... Tamto wino miało kolor jeżyn i było lekko musujące, a na białej ceramice zostawiało wyraźny fioletowy ślad. Zdecydowany owocowy aromat świetnie predestynował to wino jako wino do grillowanych sardynek i mięs albo warzyw skropionych oliwą.

Niezależnie, czy białe, czy czerwone, vinho verde po nalaniu tworzy na powierzchni lekką musującą pianę, wytworzoną przez dwutlenek węgla pochodzący z fermentacji w butelce, która daje wrażenie pikantności. Francuski znawca win Louis Orizet tak pisał o vinho verde:

Najlepsze są białe, choć i niektóre czerwone mają klasę. Uważa się, że białe to wina
pokoju i zadumy, zaś czerwone to wina rewolucjonistów, niektóre proletariuszy, w każdym razie pełne życia

Wina białe, podawane schłodzone jako aperitif do smażonych kąsków albo owoców morza są popularne
przede wszystkim latem. Czerwone, ciemne vinho verde o wysokiej zawartości tanin ceni się głównie w Portugalii. Czerwone vinho verde słabo nadaje się do starzenia i powinno zostać skonsumowane w ciągu roku.
Vinhos verdes zwyczajowo towarzyszą potrawom typowym dla regionu Minho: caldo verde (zupa z kapusty, ziemniaków, czosnku, cebuli i oliwy, caldeira a fragateira (portugalski odpowiednik prowansalskiej bouillabaisse), owocami morza, rybami i mięsami (sarrabulho, szynka Clara Penha, sztuka mięs, koźlina).
Białe vinho verde podaje się w temperaturze 8–12 °C, różowe 10–12 °C, a czerwone – 12–15 °C.

### Handel
Produkcja i wolumen butelkowanego vinho verde wprowadzonego na rynek w 2010.
| Struktura produkcji | Winiarze skupujący winogrona | Handlarze butelkujący gotowe wino | Spółdzielnie | Winiarze-winogrodnicy | Łącznie |
| ------------------- | ---------------------------- | --------------------------------- | ------------ | --------------------- | ------- |
| Wina białe (hl)     | 330 739                      | 56 739                            | 41 639       | 16 247                | 445 364 |
| Wina czerwone (hl)  | 43 824                       | 6776                              | 11 685       | 3784                  | 66 069  |
| Wina różowe (hl)    | 9771                         | 504                               | 1129         | 580                   | 11 984  |
| Łącznie (hl)        | 384 334                      | 64 019                            | 54 453       | 20 611                | 523 417 |

## Nawiązania

### Braterstwo vinho verde (Confraria do Vinho Verde)
Braterstwo zostało założone 28 lutego 1988, by chronić autentyczność wyrobów i tradycję apelacji, promować vinho verde oraz wspierać badania nad miejscowym winem i winnicami. Członkowie noszą zielono-czarne peleryny oraz czarny kapelusz. Noszą złote naszyjniki, z których zwisa kiść winogron. Sztandar jest zielony, przyozdobiony rysunkiem winogrona, ze złoconymi zdobieniami i napisem „Confraria do Vinho Verde”.

### Szlakvinho verde
Szlak przebiega dolinami trzech rzek: Minho, Lima i Cávado. Na trasie można zapoznać się z vinho verde, szczepami alvarinho i loureiro, odwiedzić winnice górnego Minho, miejscową tradycję, a także skorzystać z możliwości degustacji.

### Piosenki
Paulo Alexandre skomponował, zaśpiewał i nagrał piosenkę na cześć vinho verde pod tym samym tytułem. Album sprzedał się w liczbie ok.  200 000 egzemplarzy.

### Filmy
Na fali sukcesu w Portugalii i Brazylii piosenki Vinho verde Paula Alexandre w 1980 nakręcono film „Verde Vinho”. Paulo Alexandre grał w nim rolę piosenkarza Otavio Limy, a u jego boku grali również Dionísio Azevedo, Maria de Lourdes, Gui Abreu Lima, Zezé Barros, Zezito Martins, João Carlos Mota i Arnaldo Weiss.